# Feidong
Feidong (chiń. upr. 肥东县; chiń. trad. 肥東縣; pinyin Féidōng Xiàn) – powiat w północno-wschodniej części prefektury miejskiej Hefei w prowincji Anhui w Chińskiej Republice Ludowej. Liczba mieszkańców powiatu, według spisu ludności z listopada 2010 roku, wynosiła 861 960.